# Rodafledning
Rodafledning eller roddannelse er en orddannelse hvor et navneord udvikles fra roden af et udsagnsord.
Navneordet dannet ved rodafledning kaldes også rodafledning eller roddannelse.
Danske eksempler er for eksempel (et) træk fra (at) trække eller (et) køb fra (at) købe.
På dansk findes der eksempler på ord der ligner rodafledninger men hvor orddannelsen går den modsatte vej fra navneord til udsagnsord.
Eksempler er (at) jobbe fra (et) job og (at) netværke fra netværk.